# Ferdinand Heine senior

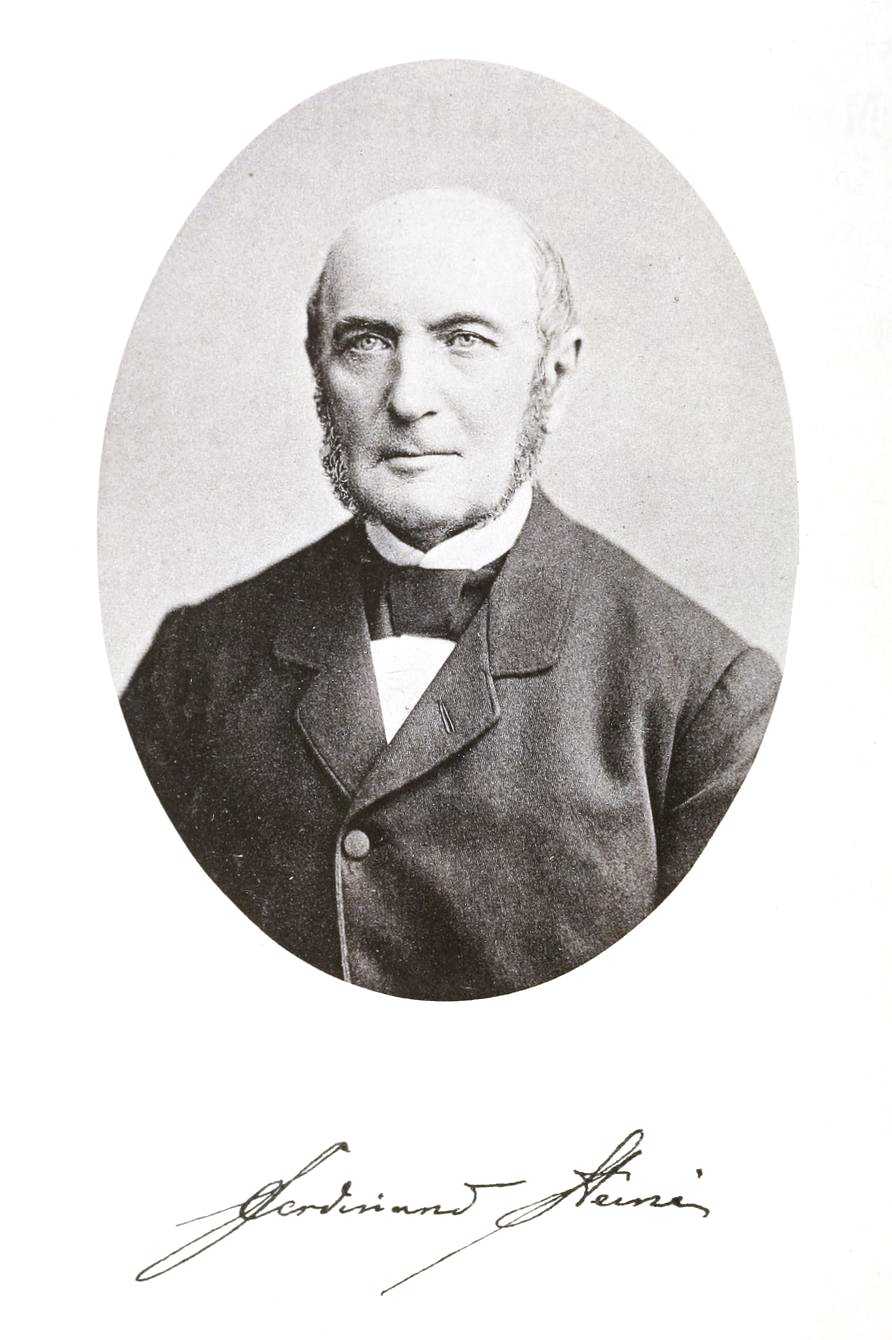
Ferdinand Heine senior, 1890

Jakob Gottlieb Ferdinand Heine senior (* 9. März 1809 in Halberstadt; † 28. März 1894 ebenda) war ein deutscher Ornithologe. Bis in die 1860er Jahre trug er in Halberstadt eine der damals größten privaten Vogelsammlungen Mitteleuropas zusammen. Seine Sammlung bildet den Grundstock für das ornithologische Museum Heineanum Halberstadt, das heute umfangreiche Kollektionen von Vogelpräparaten (davon noch über 11500 Vogelbälge der Heineschen Sammlung), Eier/Gelege und Skelette, sowie Bälge von Kleinsäugern beherbergt.

## Leben
Ferdinand Heines Vater Jacob Gottlieb Heine (1759–1836) war Justizrat und besaß einige Ländereien. Ferdinand Heine sen. studierte wie seine beiden älteren Brüder Jura und trat eine Stelle beim Oberlandesgericht an. Nach dem Tod des Vaters kauften die drei Brüder noch 1836 das Klostergut St. Burchardt (Burchardikloster) bei Halberstadt. Später kamen Zuckerfabrik und Brennerei hinzu.
Er heiratete 1839; 1840 wurde als ältestes von acht Kindern Ferdinand Heine junior geboren. Dieser setzte später die Arbeit an der Vogelsammlung fort und sorgte für ihre Sicherung.
Heine begann bereits 1830 mit dem Aufbau einer ornithologischen Sammlung. Zu dieser Zeit konnte man problemlos Vogelpräparate erwerben, falls man das Geld dafür hatte. Infolge der vielen Forschungsreisen in alle Weltteile gelangten große Mengen naturkundlicher Präparate nach Europa. Er versuchte bald, seine Sammlung wissenschaftlich-systematisch zu ordnen. Deshalb besuchte er mindestens zweimal die ornithologische Abteilung des Zoologischen Museums Berlin und knüpfte freundschaftliche Beziehungen zum Museumsdirektor Martin Lichtenstein. Der empfahl ihm Jean Louis Cabanis, der die neuen Ordnungs- und Bestimmungskriterien hier eingeführt hatte. 1846 sichtete Cabanis erstmals die Heinesche Vogelsammlung, die ihn in ihrem Umfang beeindruckte. Damit begann zwischen Cabanis und Heine eine lebenslange Zusammenarbeit und Freundschaft. Heine ordnete bis ca. 1855 die Sammlung weiter und kaufte ständig hinzu, wobei er sich auf die fachliche Unterstützung seines Freundes verlassen konnte.
Er trat 1852 der erst 1850 gegründeten Deutschen Ornithologen-Gesellschaft (DO-G) bei. Bereits 1853 fand deren VII. Jahresversammlung in Halberstadt statt – spätestens dadurch wurde das Heineanum weithin bekannt. Der Begriff des Museums entstammt dem ersten Bestandskatalog, „Museum Heineanum, Verzeichnis der ornithologischen Sammlung …“, der 1850 bis 1863 in fünf Bänden erschien. Er wurde von Cabanis, später gemeinsam mit Ferdinand Heine jun., bearbeitet, blieb jedoch unvollendet. Da solch ein wissenschaftlicher Katalog damals eine große Ausnahme darstellte, steigerte dies das Ansehen der Sammlung in Fachkreisen erheblich.
Seit Anfang der 1860er Jahre zog Heine sich immer mehr aus der Leitung des Gutes zurück und konzentrierte seine Arbeit auf die Sammlung, die er noch vergrößerte. Aber nach Mitte der 1860er Jahre gab es nur noch geringe Zuwächse. Die ornithologische Bibliothek mit den wichtigsten deutschen Zeitschriften sowie dem englischen „The Ibis“ und vielen wichtigen Werken des 18. und 19. Jahrhunderts wurde erweitert.
1890 erschien ein kürzer gefasster, aber vollständiger Katalog, der sog. „Nomenclator Musei Heineani“, der fast 12000 Exemplare in 5187 Arten auflistet. Er wurde von F. Heine sen. geschrieben, von Cabanis durchgesehen und von Anton Reichenow und Ferdinand Heine jun. herausgegeben.
1892 wählte die DO-G Heine sen. zum Präsidenten, er musste dieses Amt aus gesundheitlichen Gründen aber ablehnen. In seinem Testament bestimmte er Ferdinand Heine jun. zum Erben des Heineanums. Dieser sorgte für den Erhalt der Sammlung und dass sie ab 1909 öffentlich ausgestellt wurde.

## Dedikationsnamen
Ihm sind verschiedene Vogelarten gewidmet:
- Heinestummellerche (Alaudala heinei)
- Schwarzscheiteltangare (Stilpnia heinei)
- Heineerddrossel (Zoothera heinei)